# Дзосотин-Елісун

Розташування пустелі Дзосотин-Елісун на мапі

Дзосотин-Елісун (уйг. Гурбантүңгүт Қумлуқи; спрощ.: 古尔班通古特沙漠; кит. трад.: 古爾班通古特沙漠; піньїнь: Gǔ'ěrbāntōnggǔtè Shāmò) — друга за площею пустеля Китайської Народної Республіки і Східного Туркестану (Синьцзян-Уйгурського автономного району), після пустелі Такла-Макан, що знаходиться у сточищі Тариму. Займає центральну частину Джунгарії. Назва Дзосотин-Елісун, має монгольське походження.
Площа цієї піщаної пустелі приблизно 45—50 тис. км². Близько 38 000 км² зайнято напівзакріпленими грядковими і барханними пісками, а решта території — піщано-гальковими рівнинами й такирами. Розташована близько 300 до 600 метрів над рівнем моря. Пасма переважно меридіонального напрямку, заввишки до 30 м (у північній частині пустелі подекуди сягає до 100 м), з крутими східними схилами і більш пологими — західними (ці схили часто порослі полином і саксаулом). Такири мають хащі тамариску, проте зарості рідкісні. Цілорічно використовується як пасовища для овець і верблюдів.
Тут розташована найбільш віддалена від будь-якого моря точка Землі (46°16.8′ пн. ш. 86°40.2′ сх. д. / 46.2800° пн. ш. 86.6700° сх. д.).
Пустеля відокремлена горами Тянь-Шань від сточища річки Ілі, Турфанська улоговина та сточище Тариму на півдні Сіньцзяну. Пасмо міст, найбільшим із яких є Урумчі, розташоване у межах населеної смуги (Ланьчжоу-Сіньцзянська залізниця) на південь від пустелі, яка зрошується потоками, що живляться льодовиками та стікають з Тянь-Шаня. Канал Іртиш-Карамай, побудований у 2010-х, прямує північно-західним краєм пустелі; канал Іртиш-Урумчі перетинає центральну частину пустелі.
Декілька соляних озер розташовані у західній частині пустелі: озеро Манас (45°48′00″ пн. ш. 85°56′00″ сх. д. / 45.80000° пн. ш. 85.93333° сх. д.), яке в минулому живилося річкою Манас, але на початок XXI ст. воно майже пересохло, та озеро Аїлік (45°56′00″ пн. ш. 85°47′00″ сх. д. / 45.93333° пн. ш. 85.78333° сх. д.), яке живеться річкою Баян (яка, своєю чергою, поповнюється каналом Іртиш — Карамай).
Китайська національна магістраль 216 перетинає пустелю в напрямку північ-південь, від міста Алтай до Урумчі. Також варто відзначити: Китайську національну магістраль 217, залізницю Куйтун — Бейтунь та Урумчі-Джунгарську залізницю.
Тут розташована «північно-східна» точка 45 × 90. 13 квітня 2004 року цю точку відвідали американець Грег Майклс (Greg Michaels) і китаєць Жу Жунчжао (Ru Rong Zhao), таксист з найближчого містечка Цітай, які переконалися, що ніякими спеціальними пам'ятними знаками ця точка на поверхні Землі не відзначена [3].